# Gasteiner Straße
Die Gasteiner Straße (B 167) ist eine Landesstraße in Österreich. Sie hat eine Länge von rund 27 km und durchzieht das Gasteiner Tal vom Salzachtal bei Lend bis Böckstein. Parallel zur Straße verläuft die Tauernbahn. In Böckstein besteht die Möglichkeit der Autoverladung, um durch den Tauerntunnel nach Mallnitz zu gelangen, um die Fahrt auf der Mallnitzer Straße (B 105) fortzusetzen.

## Geschichte
Die alte Poststraße zwischen Hofgastein und dem Wildbad führte ursprünglich an der Ostseite des Tales über die Bauerndörfer Heißingfelding, Gadaunern, Remsach nach Kötschachdorf und Badbruck. Im Jahr 1554 ließen die Gewerken Weitmoser und Zott einen Neuweg bauen, der bei Felding die Gasteiner Ache überquerte und dann westlich ähnlich der heutigen Bundesstraße verlief.
Nach einigen Straßenverbesserungen wurde erst im Jahr 1804 eine direkte Postverbindung zwischen Salzburg und Wildgastein eingerichtet, die im Sommer zweimal und im Winter einmal wöchentlich bedient wurde.
Nachdem die Straße zwischen Salzburg und dem Gasteinertal um 1830 fertiggestellt worden war, konnte am 19. Mai 1831 erstmals eine wöchentliche Eilpost zwischen Salzburg und Bad Gastein eingerichtet werden. Zwischen Salzburg und Hofgastein bestanden im Jahre 1856 zwölf Mautstationen, die der Staatskasse rund 12.500 Gulden pro Jahr einbrachten. Die Gasteiner Reichsstraße besaß 1893 noch vier Mautstationen in Hofgastein, Dorfgastein, an der Taxbachbrücke und in St. Johann.
Zahlreiche Unfälle auf der engen und vielbefahrenen Gasteiner Straße führten dazu, dass 1904 der Kraftfahrzeugverkehr auf der Gasteiner Straße verboten wurde. Dieses Verbot blieb bis 1909 in Kraft, seit dem 25. Juni 1909 durften Kraftfahrer die gefahrträchtigen Kurven und die Ortschaften des Gasteinertals im Schritttempo (6 km/h) durchqueren.
Die Gasteiner Straße gehört zu den ehemaligen Reichsstraßen, die 1921 als Bundesstraßen übernommen wurden.
Im Zuge der Errichtung der S11 Pinzgauer Schnellstraße Anfang der 1970er Jahre (ab 1986 B 311 Pinzgauer Straße), wurde die ursprüngliche steinschlaggefährdete Strecke durch den Klammpass durch den Klammtunnel und den Gigerachtunnel ersetzt.

## Bilder

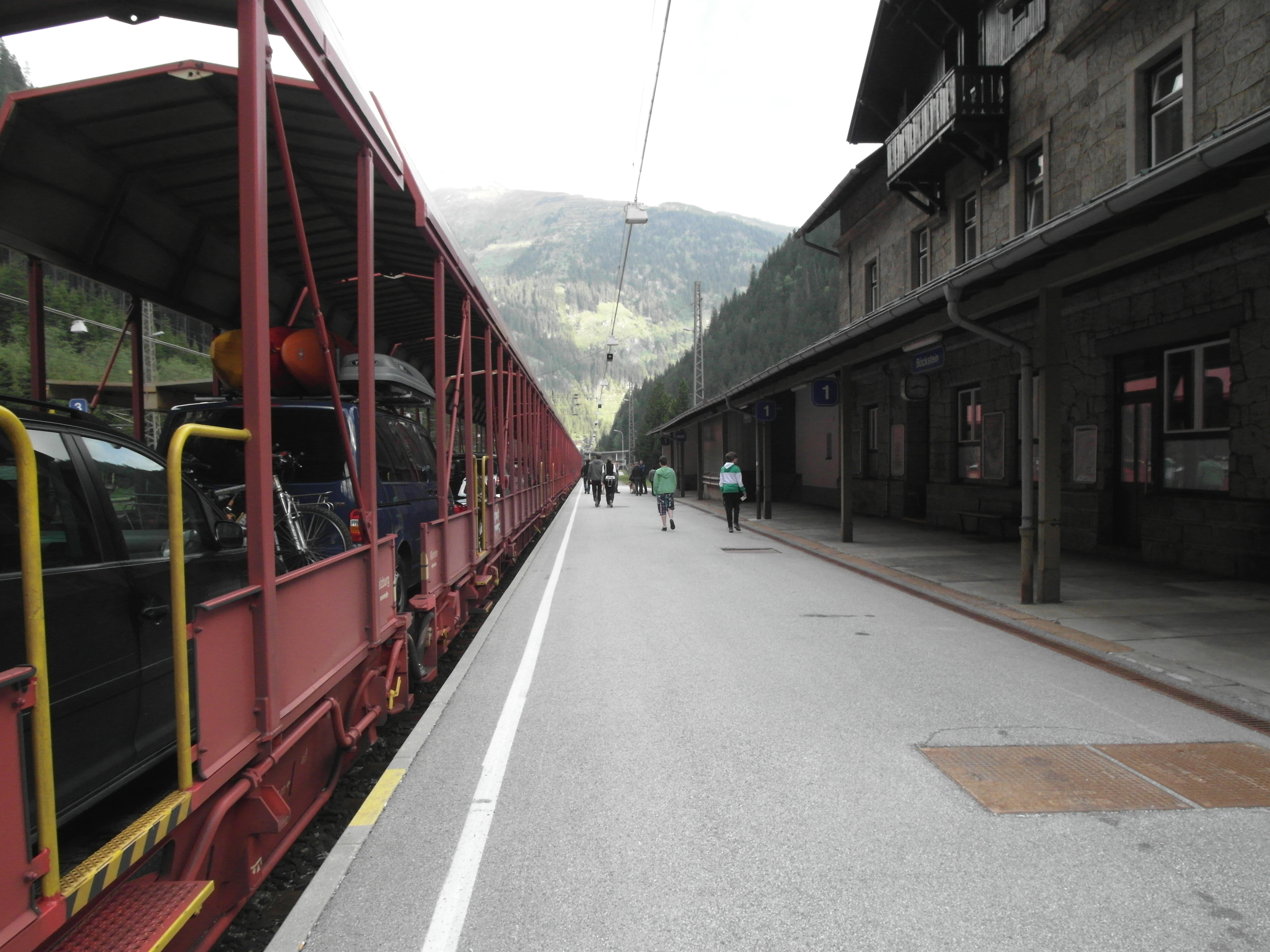
Autoverladung am Endpunkt der Gasteiner Straße
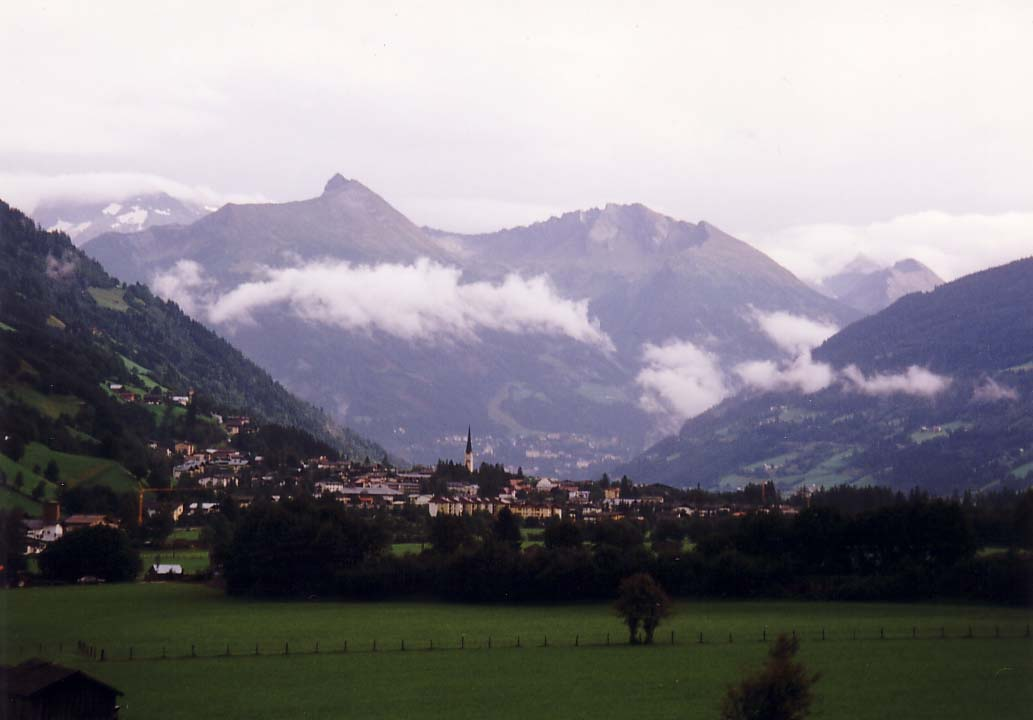
Blick auf Bad Hofgastein und das Gasteiner Tal in Richtung Süden
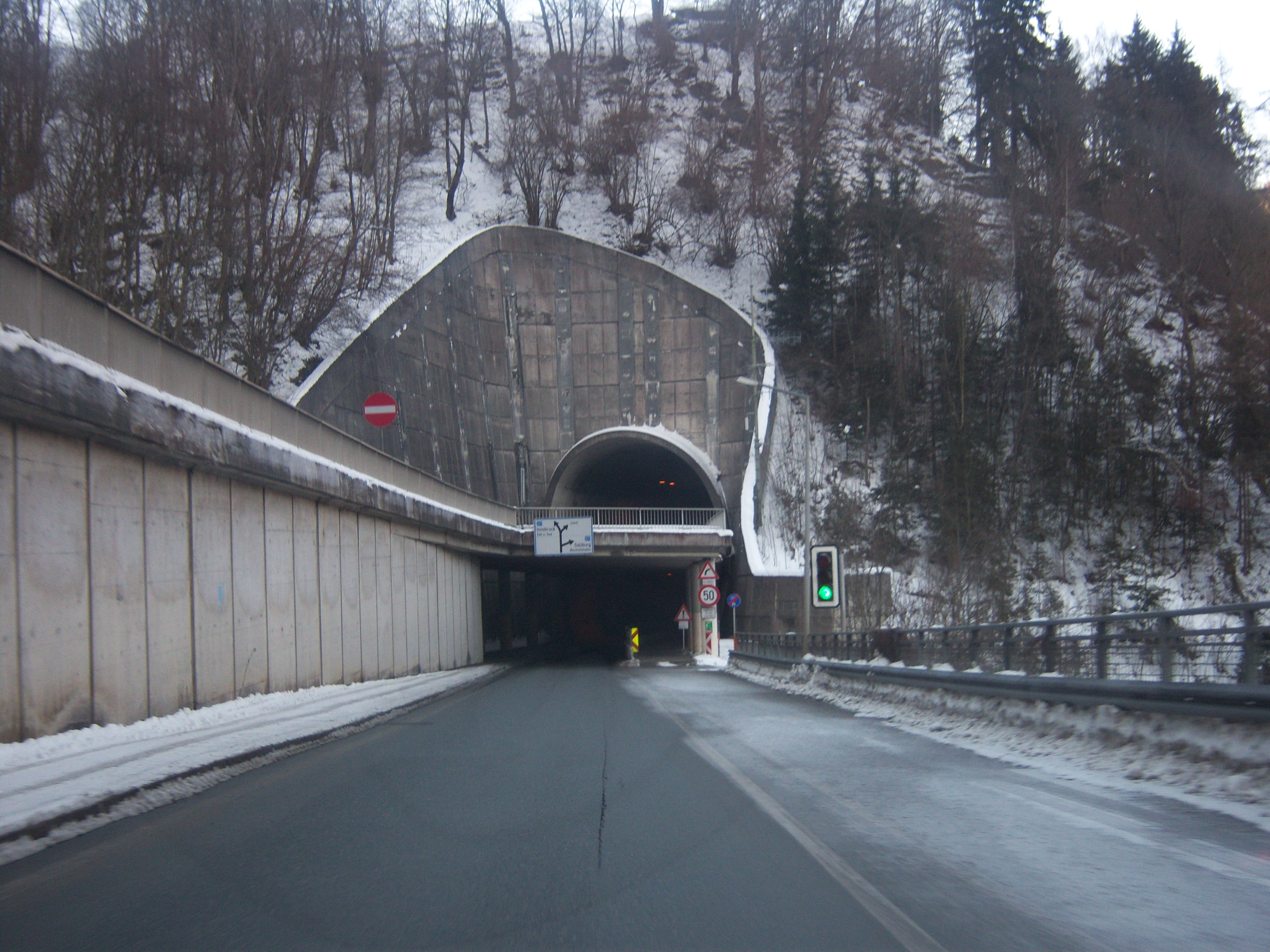
Südportal des Gigerachtunnels. Links oben die obere Etage mit den Fahrbahnen nach Süden/Gastein, mittig die Fahrbahn nach Norden/Lend, rechts der Radweg aus dem Klammtunnel in den Gigerachtunnel.
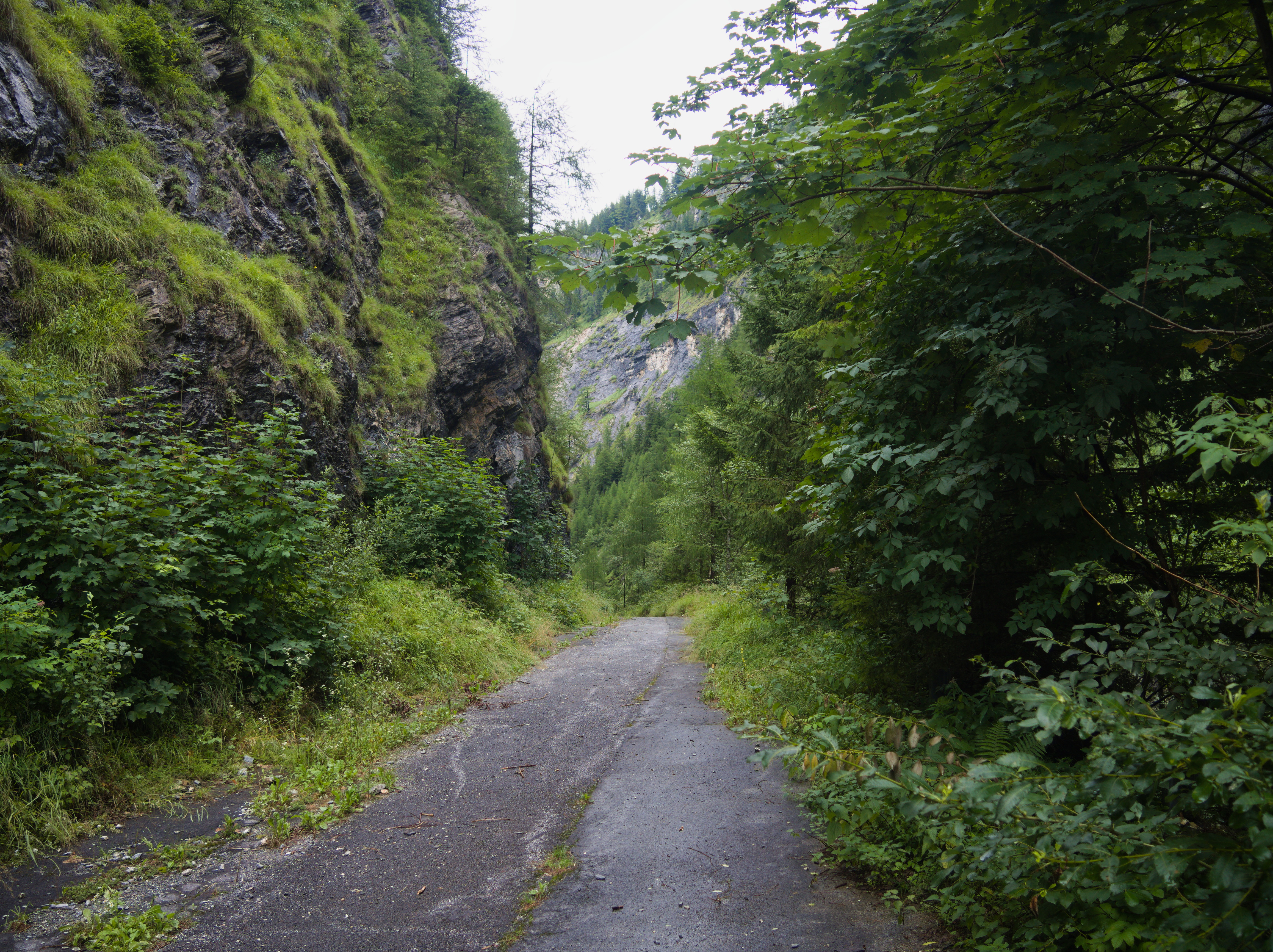
Alte Strecke durch die Gasteiner Klamm